# جامعة ميلانو بيكوكا
جامعة ميلانو ـ بيكوكا (بالإيطالية: Università degli Studi di Milano - Bicocca)‏ هي جامعة حكومية إيطالية مقرها مدينة ميلانو.

## تاريخ الجامعة
تأسست الجامعة بتاريخ 10 يونيو 1998، وتقع في منطقة على المشارف الشمالية لمدينة ميلانو كان يشغلها في السابق ـ حتى أواخر الثمانينيات ـ مجمع صناعي تابع لشركة بيريللي. أعيد تخطيط المنطقة على يد المعماري الإيطالي فيتوريو غريغوتي لتتحول إلى مجمع حضري يضم ـ ضمن منشآت أخرى ـ معامل جامعة بيكوكا وقاعات سكن الطلاب.

## كليات الجامعة
تضم جامعة ميلانو ـ بيكوكا 8 كليات هي:
- كلية الاقتصاد[5]
- كلية الرياضيات والفيزياء والعلوم الطبيعية[6]
- كلية الطب والجراحة[7]
- كلية علم الاجتماع[8]
- كلية علم النفس[9]
- كلية العلوم الإحصائية[10]
- كلية علوم التربية[11]
- كلية القانون[12]

## طلبة الجامعة
تزايد عدد طلبة الجامعة من 15300 طالب في العام الدراسي الأول بعد افتتاحها، إلى 27481 طالبًا في العام الدراسي 2003 ـ 2004، ووصل في العام 2015 ـ 2016 إلى ما يربو على 32 ألف طالب.

## وصلات خارجية
- الموقع الرسمي للجامعة (بالإيطالية) (بالإنجليزية)